# 구룡령로
구룡령로(Guryongnyeong-ro)는 강원특별자치도 홍천군 화촌면 신내사거리와 양양군 서면 논화 교차로를 잇는 강원특별자치도의 도로이다. 구룡령 고개를 넘기 때문에 이 고개에서 도로명을 따와 명명했다.

## 역사
- 1994년 3월 16일 : 솔치재터널(홍천군 화촌면 장평리 ~ 서석면 어론리) 2.5km 구간 개통[1]
- 1994년 7월 15일 : 홍천군 화촌면 구성포리 ~ 서석면 어론리 20.7km 구간 개통[2]
- 1996년 1월 12일 : 창촌 ~ 갈천간 도로(홍천군 내면 창촌리 ~ 양양군 서면 갈천리) 32.5km 구간, 갈천 ~ 양양간 도로(양양군 서면 갈천리 ~ 논화리) 27.1km 구간 개통[3]
- 2009년 8월 7일 : 2개 이상 시·군에 걸쳐 있는 도로로 구룡령로를 고시[4]

## 주요 경유지
강원특별자치도
- 홍천군 (화촌면 - 서석면 - 내면) - 양양군 서면

## 노선
| 이름                          | 접속 노선                   | 소재지          | 소재지                                                                  | 비고                                                      |
| 가락재로와 직결               | 가락재로와 직결             | 가락재로와 직결 | 가락재로와 직결                                                         | 가락재로와 직결                                           |
| ----------------------------- | --------------------------- | --------------- | ----------------------------------------------------------------------- | --------------------------------------------------------- |
| 신내사거리                    | 홍천로                      | 홍천군          | 화촌면                                                                  | 국도 제56호선 구간 국가지원지방도 제56호선 구간           |
| 구성포 교차로                 | 국도 제44호선 (설악로)      | 홍천군          | 화촌면                                                                  | 국도 제56호선 구간 국가지원지방도 제56호선 구간           |
| 대진교                        |                             | 홍천군          | 화촌면                                                                  | 국도 제56호선 구간 국가지원지방도 제56호선 구간           |
| 외삼포삼거리                  | 산초울로                    | 홍천군          | 화촌면                                                                  | 국도 제56호선 구간 국가지원지방도 제56호선 구간           |
| 삼포교 군업1교 군업2교 말고개 |                             | 홍천군          | 화촌면                                                                  | 국도 제56호선 구간 국가지원지방도 제56호선 구간           |
| 조가터                        | 지방도 제406호선 (당무로)   | 홍천군          | 화촌면                                                                  | 국도 제56호선 구간 국가지원지방도 제56호선 구간           |
| 장평리                        | 솔치길                      | 홍천군          | 화촌면                                                                  | 국도 제56호선 구간 국가지원지방도 제56호선 구간           |
| 솔치재터널                    |                             | 홍천군          | 화촌면                                                                  | 국도 제56호선 구간 국가지원지방도 제56호선 구간 연장 540m |
| 솔치재터널                    | 서석면                      | 홍천군          |                                                                         | 국도 제56호선 구간 국가지원지방도 제56호선 구간 연장 540m |
| 어론삼거리                    | 지방도 제444호선 (공작산로) | 홍천군          | 국도 제56호선 구간 국가지원지방도 제56호선 구간 지방도 제444호선 구간   |                                                           |
| 어론교                        |                             | 홍천군          | 국도 제56호선 구간 국가지원지방도 제56호선 구간 지방도 제444호선 구간   |                                                           |
| (용두안)                      | 지방도 제444호선 (행치령로) | 홍천군          | 국도 제56호선 구간 국가지원지방도 제56호선 구간 지방도 제444호선 구간   |                                                           |
| 용두안2교 용두안1교           |                             | 홍천군          | 국도 제56호선 구간 국가지원지방도 제56호선 구간                         |                                                           |
| 풍암교 북단                   | 국도 제19호선 (청정로)      | 홍천군          | 국도 제56호선 구간 국가지원지방도 제56호선 구간                         |                                                           |
| 검산교                        | 효제곡길                    | 홍천군          | 국도 제56호선 구간 국가지원지방도 제56호선 구간                         |                                                           |
| 검산2교                       | 검산길                      | 홍천군          | 국도 제56호선 구간 국가지원지방도 제56호선 구간                         |                                                           |
| 생곡1교 생곡2교               |                             | 홍천군          | 국도 제56호선 구간 국가지원지방도 제56호선 구간                         |                                                           |
| 하뱃재                        |                             | 홍천군          | 국도 제56호선 구간 국가지원지방도 제56호선 구간 해발 650m               |                                                           |
| 하뱃재                        | 내면                        | 홍천군          | 국도 제56호선 구간 국가지원지방도 제56호선 구간 해발 650m               |                                                           |
| 율전삼거리                    | 국도 제31호선 (방내로)      | 홍천군          | 국도 제31, 56호선 구간 국가지원지방도 제56호선 구간                     |                                                           |
| 이현교                        |                             | 홍천군          | 국도 제31, 56호선 구간 국가지원지방도 제56호선 구간                     |                                                           |
| 상뱃재                        |                             | 홍천군          | 국도 제31, 56호선 구간 국가지원지방도 제56호선 구간 해발 886m           |                                                           |
| 약수교 양수교                 |                             | 홍천군          | 국도 제31, 56호선 구간 국가지원지방도 제56호선 구간                     |                                                           |
| 창촌삼거리                    | 국도 제31호선 (운두령로)    | 홍천군          | 국도 제31, 56호선 구간 국가지원지방도 제56호선 구간                     |                                                           |
| 창촌초등학교                  | 창촌로                      | 홍천군          | 국도 제56호선 구간 국가지원지방도 제56호선 구간                         |                                                           |
| 창촌교                        |                             | 홍천군          | 국도 제56호선 구간 국가지원지방도 제56호선 구간                         |                                                           |
| 창촌리                        | 창촌로                      | 홍천군          | 국도 제56호선 구간 국가지원지방도 제56호선 구간                         |                                                           |
| 원당교                        |                             | 홍천군          | 국도 제56호선 구간 국가지원지방도 제56호선 구간                         |                                                           |
| 원당삼거리                    | 지방도 제446호선 (내린천로) | 홍천군          | 국도 제56호선 구간 국가지원지방도 제56호선 구간                         |                                                           |
| 광원교                        |                             | 홍천군          | 국도 제56호선 구간 국가지원지방도 제56호선 구간                         |                                                           |
| 명개교                        | 삼봉휴양길                  | 홍천군          | 국도 제56호선 구간 국가지원지방도 제56호선 구간                         |                                                           |
| 외청도교                      |                             | 홍천군          | 국도 제56호선 구간 국가지원지방도 제56호선 구간                         |                                                           |
| 명개삼거리                    | 명개로                      | 홍천군          | 국도 제56호선 구간 국가지원지방도 제56호선 구간                         |                                                           |
| 구룡령 (구룡령생태터널)       |                             | 홍천군          | 국도 제56호선 구간 국가지원지방도 제56호선 구간 해발 1,013m             |                                                           |
| 구룡령 (구룡령생태터널)       | 양양군                      | 서면            | 국도 제56호선 구간 국가지원지방도 제56호선 구간 해발 1,013m             |                                                           |
| 지방넘이                      | 양양군                      | 서면            |                                                                         | 국도 제56호선 구간 국가지원지방도 제56호선 구간 해발 632m |
| 마치고개 갈천교               | 양양군                      | 서면            |                                                                         | 국도 제56호선 구간 국가지원지방도 제56호선 구간           |
| 미천휴양림입구                | 양양군                      | 서면            | 미천골길                                                                | 국도 제56호선 구간 국가지원지방도 제56호선 구간           |
| 황이교                        | 양양군                      | 서면            |                                                                         | 국도 제56호선 구간 국가지원지방도 제56호선 구간           |
| 서림삼거리                    | 양양군                      | 서면            | 지방도 제418호선 (조침령로)                                             | 국도 제56호선 구간 국가지원지방도 제56호선 구간           |
| 서양양 나들목                 | 양양군                      | 서면            | 60호선 서울양양고속도로                                                 | 국도 제56호선 구간 국가지원지방도 제56호선 구간           |
| 영덕3교                       | 양양군                      | 서면            |                                                                         | 국도 제56호선 구간 국가지원지방도 제56호선 구간           |
| 영덕사거리                    | 양양군                      | 서면            | 산얏골길                                                                | 국도 제56호선 구간 국가지원지방도 제56호선 구간           |
| 큰영아치 소령아치 송천교      | 양양군                      | 서면            |                                                                         | 국도 제56호선 구간 국가지원지방도 제56호선 구간           |
| 논화 교차로                   | 양양군                      | 서면            | 국도 제44호선 국도 제56호선 국가지원지방도 제56호선 (설악로) 쌍솔배기길 | 국도 제56호선 구간 국가지원지방도 제56호선 구간           |

## 주요 건물 및 시설
- 삼포초등학교 (강원특별자치도 홍천군 화촌면 구룡령로 339)
- 삼포초등학교 군업분교 (폐교) (강원특별자치도 홍천군 화촌면 구룡령로 578-10)
- 장평보건진료소 (강원특별자치도 홍천군 화촌면 구룡령로 1171-3)
- 삼포초등학교 군평분교 (폐교) (강원특별자치도 홍천군 화촌면 구룡령로 1199)
- 홍천서석수련원 (구 서석초등학교 송촌분교, 강원특별자치도 홍천군 서석면 구룡령로 2071)
- 국립종자원 강원지원 (강원특별자치도 홍천군 서석면 구룡령로 2190)
- 서석파출소 (강원특별자치도 홍천군 서석면 구룡령로 2517)
- 서석우체국 (강원특별자치도 홍천군 서석면 구룡령로 2518)
- 서석시외버스터미널 (강원특별자치도 홍천군 서석면 구룡령로 2523)
- 서석중학교, 서석고등학교 (강원특별자치도 홍천군 서석면 구룡령로 2570)
- 삼생초등학교 (강원특별자치도 홍천군 서석면 구룡령로 2933)
- 내면중학교, 내면고등학교 (강원특별자치도 홍천군 내면 구룡령로 5174)
- 창촌초등학교 (강원특별자치도 홍천군 내면 구룡령로 5198)
- 내면농협 (강원특별자치도 홍천군 내면 구룡령로 5251)
- 원당초등학교 (강원특별자치도 홍천군 내면 구룡령로 5931)
- 홍천학생야영장 (구 광원초등학교, 강원특별자치도 홍천군 내면 구룡령로 6390)
- 광원보건진료소 (강원특별자치도 홍천군 내면 구룡령로 6391)
- 서림보건진료소 (강원특별자치도 양양군 서면 구룡령로 2039-18)
- 서림의용소방대 (강원특별자치도 양양군 서면 구룡령로 2079)
- 상평초등학교 현서분교 (강원특별자치도 양양군 서면 구룡령로 2115)
- 상평초등학교 공수전분교 (강원특별자치도 양양군 서면 구룡령로 2855)